# Chara+YUKI
Chara+YUKI （ちゃらゆき）は、日本のヴォーカルユニット。

## 来歴
1999年、当時JUDY AND MARY（当時活動休止中）・NiNaのヴォーカルYUKI、シンガー・ソングライターのCHARA（当時産休中で「月と甘い涙」で復帰する前段階）によって結成された。
YUKIとCHARAは1993年、音楽番組の楽屋で対面して以来、交流が続いていた。1998年には2人がツインドラムを担当したガールズバンド「Mean Machine」が結成されている（CDデビューは2001年）。
1999年11月26日、1stシングル『愛の火 3つ オレンジ』をリリース。
1stシングル発売から丁度20年後の同日にあたる2019年11月26日、新作音源『楽しい蹴伸び』を翌年1月31日にリリースする事と、初めてのライブを行うことが発表。2月14日には初のアルバム『echo』をリリースした。ただ、予定されていたライブツアーは後に全公演が中止となった。

## ライブ
Chara+YUKI LIVE “echo” 2020 (※全公演中止)
- 2020.04.08 東京・Zepp Tokyo
- 2020.04.09 東京・Zepp Tokyo
- 2020.04.22 大阪・Zepp Osaka Bayside
- 2020.04.23 大阪・Zepp Osaka Bayside